# Hadena brunneago
Hadena brunneago är en fjärilsart som beskrevs av Eugen Johann Christoph Esper 1796. Hadena brunneago ingår i släktet Hadena och familjen nattflyn. Inga underarter finns listade i Catalogue of Life.